# Cascais e Estoril
Cascais en Estoril is door een herindeling sinds 2013 een freguesia in de Portugese gemeente Cascais. Zij bestaat naast Cascais uit de kern Estoril. Cascais en Estoril tellen samen 64.192 inwoners op een oppervlakte van 29,16 km².

## Cascais
Cascais ligt in de Portugese Riviera en wordt bewoond door 35.409 inwoners op een oppervlakte van 20,32 km².

## Estoril
Estoril (Portugese uitspraak: [ɨʃtuˈɾil]) is een stad in de gemeente Cascais, Portugal, aan de Portugese Rivièra. Estoril telt 26 687 inwoners op een oppervlakte van 8,84 km². Het is een toeristische bestemming, met luxe hotels, stranden en het Casino Estoril. Het is de thuisbasis geweest van tal van koninklijke families en beroemdheden, en heeft een aantal prestigieuze evenementen georganiseerd, zoals de Estoril Open en het Lisbon & Estoril Film Festival.
Estoril is een van de duurste plaatsen om te wonen in Portugal en het Iberisch Schiereiland. Het is de thuisbasis van een aanzienlijke buitenlandse gemeenschap en staat bekend om zijn luxe restaurants, hotels en entertainment. Cascais wordt consequent gerangschikt voor haar hoge levenskwaliteit, waardoor het een van de meest leefbare plaatsen in Portugal is. Estoril heeft een heleboel gemeenten.
| Gemeenten | Alapraia, Alto dos Gaios, Areias, Atibá, Galiza, Bairro da Martinha, Bairro Sto António, Bairro Fausto Figueiredo, Estoril, Livramento, Monte Estoril, Monte Leite, São João do Estoril, São Pedro do Estori |

## Etymologie
De oorsprong van Estoril kan worden herleid naar het Oud-Portugees estorga (heide) - een veelvoorkomende plant in het gebied - met als uiteindelijke betekenis "plaats waar heide groeit of overvloedig aanwezig is", of naar het Oud-Portugees astor (Noordse havik), wat verwijst naar een plaats waar dergelijke vogels leven.

## Geschiedenis
Het werd opgericht in 2013 als onderdeel van een nationale administratieve hervorming, door de samenvoeging van de voormalige parochies van Cascais en Estoril en heeft zijn hoofdkantoor in Cascais. In deze parochie zijn ook de plaatsen Monte Estoril, São João do Estoril en São Pedro do Estoril opgenomen.